# Glykogenspeicher
Der Glykogenspeicher (auch Glykogendepot) des menschlichen Körpers bezeichnet die in Form von Glykogen gespeicherten Kohlenhydrate in den Zellen verschiedener Organe. Das gespeicherte Glykogen befindet sich, je nach Muskelmasse, zu einem Drittel in der Leber (bis zu 150 Gramm Glykogen, also etwa 10 % der Masse der Leber) und zu zwei Dritteln in der Muskulatur (bis zu einem Prozent des Eigengewichts). Das Leberglykogen dient der Aufrechterhaltung des Blutzuckerspiegels und damit der Versorgung des Gehirns, der roten Blutkörperchen und Nervenzellen mit Glucose. Die Glykogenspeicher in den Muskelfasern können nicht zur Blutzuckerregulation beitragen, aber ermöglichen durch die Bildung von Glucose-6-phosphat und die Glykolyse die Resynthese des „Zelltreibstoffs“ ATP, der zur Muskelkontraktion benötigt wird (vgl. Energiebereitstellung).
Glykogen ist als Polysaccharid, ähnlich wie Stärke, stark hygroskopisch und wird daher mit Hilfe von Wasser in den Zellen gespeichert. Der oft rapide Gewichtsabbau in den ersten Tagen von Low-Carb-Diäten kann durch den Verlust dieses Wassers erklärt werden. Folgerichtig führen auch Carbo-Loading-Diäten (siehe unten) zu einem extrem schnellen Gewichtsanstieg von bis zu 2–3 kg durch die Einlagerung von Wasser.

## Die Bedeutung des Glykogenspeichers im Sport
Der für die Muskelarbeit letztlich nötige Energieträger ATP kann auf zwei Arten gewonnen werden: Einerseits durch Glykolyse, also den Abbau von Kohlenhydraten aus dem Glykogenspeicher, und andererseits durch Betaoxidation, den Abbau von freien Fettsäuren (die im Blut schwimmen) und dem anschließenden Citratzyklus und der Atmungskette. Die aerobe Glykolyse liefert dabei in der gleichen Zeit etwa zweieinhalb Mal so viel ATP wie die Betaoxidation und ermöglicht so eine höhere Belastungsintensität.
Während die Fettdepots des Körpers selbst bei schmächtigen Personen mehrere Wochen zur Energieversorgung ausreichen, kann der Glykogenspeicher bei normaler Belastung etwa einen Tag Energie liefern. Bei intensiver Belastung dagegen sind die Glykogenvorräte nach etwa 90 Minuten erschöpft.
Daraus folgt, dass sich eine besonders lange und eine besonders intensive Belastung gegenseitig ausschließen. Ausdauersportler müssen ihre Glykogenvorräte schonen, indem sie ihre Belastungsintensität (z. B. das Lauftempo) nicht zu hoch wählen. Zusätzlich können sie durch gezieltes Training ihre Grundlagenausdauer optimieren, um die durch Betaoxidation umgesetzte Energiemenge zu steigern. In einem gewissen Umfang ist es außerdem möglich, während der Belastung Kohlenhydrate aufzunehmen und zu verarbeiten. Um die Glykogenspeicher zu schonen bzw. zu strecken, geschieht dies bereits von Beginn an (Beispiele: Langstreckenschwimmen, Marathon, Straßenradrennsport, Triathlon).
Ein normaler, untrainierter Mensch verfügt über einen Glykogenspeicher von ungefähr 300 bis 400 g Glykogen. Gut trainierte Ausdauersportler können aber durchaus über ein weit größeres Glykogendepot von bis zu 600 g verfügen.

## Maximierung der Glykogenvorräte vor Wettkämpfen

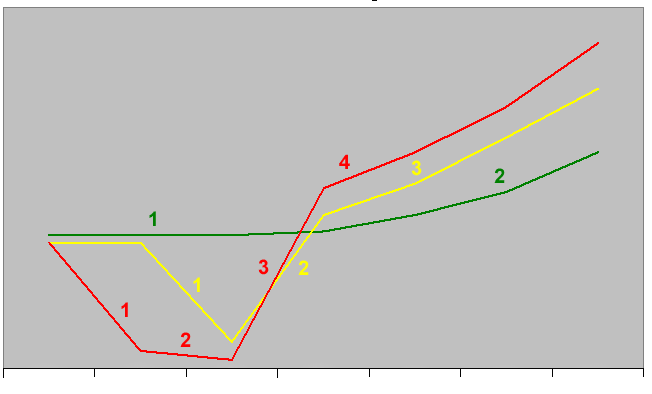
Schematische Darstellung des gewünschten Effekts der drei Varianten der Kohlenhydrat-Diät vor einem Wettkampf.
X-Achse: Zeit, Zeitraum hier ungefähr eine Woche;
Grüne Linie: Einfache Kohlenhydrat-Diät;
Gelbe Linie: Kohlenhydrat-Diät bei vorheriger Leerung der Glykogendepots;
Rote Linie: Saltin-Diät

Um während eines Wettkampfes über möglichst große Vorräte an Glykogen zu verfügen, bedienen sich Sportler im Vorfeld des Wettkampfes verschiedener Diäten, die als „Saltindiät“, „Kohlenhydrat-Mast“ oder Carboloading bekannt sind. Die drei verschiedenen Formen dieser Diäten haben gemeinsam, dass sie in den Tagen vor dem Wettkampf durch exzessive Kohlenhydratzufuhr versuchen, eine große Menge an Glykogen aufzubauen. Die Wirksamkeit und die medizinische Ratsamkeit besonders der extremen Form der Saltindiät ist allerdings umstritten.

### Einfache Kohlenhydratdiät
Durch kohlenhydratreiche Nahrung an den Tagen vor dem Wettkampf sollen die Glykogendepots aufgefüllt werden.

### Kohlenhydratdiät bei vorheriger Leerung der Glykogendepots
Bevor wie bei der einfachen KH-Diät eine große Menge an Kohlenhydraten zugeführt wird, wird der Glykogenspeicher durch eine letzte intensive Trainingseinheit geleert, um ihn sofort danach wieder zu füllen. Im Sinne der Superkompensation soll so eine noch bessere Füllung des Glykogenspeichers erreicht werden.

### Saltindiät
Die Saltindiät ist die extreme Form des Carbo-Loading. Sie wird in drei Schritten durchgeführt:
1. Die Glykogendepots (v. a. in der Muskulatur) werden durch Ausdauertraining bei gleichzeitig verminderter KH-Zufuhr geleert.
2. In den folgenden „Fett-Eiweiß-Tagen“ wird auf eine kohlenhydratarme Ernährung geachtet, wodurch der Glykogenspeicher kaum noch gefüllt wird. Währenddessen wird das Ausdauertraining weitergeführt.
3. Ein letzter Ausdauerlauf leert den Glykogenspeicher weiter. In den letzten zwei bis drei Tagen wird jetzt der Kohlenhydratanteil in der Nahrung drastisch erhöht, um die Depots wieder maximal aufzufüllen.

Das Prinzip der Saltindiät ist die „Superkompensation“ von KH. Durch die äußerste Reduzierung der KH-Aufnahme in den ersten beiden Schritten der Diät versucht der Körper in der Endphase, den Mangel an Glykogen zu kompensieren. Durch plötzliche Zunahme der Glykogenzufuhr kommt es aber zu einer Superkompensation, das heißt, dass der Körper nun über das normale Maß hinaus Kohlenhydrate einlagert. Dem Sportler stehen über einen längeren Zeitraum der Belastung hinaus KH zur Energiegewinnung bereit.
Die Saltindiät führt jedoch zu einer starken Schwächung, da in den ersten beiden Tagen die Glykogenspeicher vollkommen geleert werden. Das Risiko von Infektionen erhöht sich dadurch überdurchschnittlich. Auch kann die „Wettkampfmoral“ stark unter der Schwächung leiden. Außerdem gilt das Modell der Superkompensation zwar für die Glykogenspeicher von Sportanfängern als gesichert, für die von hoch ausdauertrainierten Athleten wird ein wesentlicher Zusatzeffekt aber hinterfragt, da diese auch im Grundlagentraining ihre Glykogenspeicher regelmäßig stark reduzieren.